# William IV của Anh
William IV của Liên hiệp Anh (William Henry; 21 tháng 8 năm 1765 – 20 tháng 6 năm 1837) là Quốc vương Vương quốc Anh và Vua của Hannover từ 26 tháng 6 năm 1830 cho đến khi ông qua đời. Là hoàng tử thứ ba của George III và là em trai và người thừa kế của vua George IV, ông là vị vua cuối cùng và áp chót của nhà Hannover ở Anh quốc.
William phục vụ trong Hải quân Vương thất vào thời trẻ và có thường được gọi, cả trong và sau thời gian cai trị, với biệt danh là "Ông vua lính thủy". Ông từng đóng quân ở Bắc Mỹ và Caribbean. Năm 1789, ông được tấn phong Công tước xứ Clarence và St Andrews. Bởi vì hai vị hoàng huynh đều chết mà không còn một người con hợp pháp nào, nên chiếu theo Đạo luật Kế vị, William lên kế vị ngai vàng khi đã 64 tuổi. Triều đại của ông chứng kiến nhiều cải cách: luật tế bần được ban hành, lao động trẻ em bị hạn chế, chế độ nô lệ bị bãi bỏ gần như trong toàn bộ đế quốc Anh, và hệ thống bầu cử ở Anh được điều chỉnh lại bởi Đạo luật cải cách 1832. Mặc dù William không tham gia vào chính trị nhiều như hoàng phụ và hoàng huynh, nhưng ông là vị quân vương cuối cùng ở Anh cho đến hiện nay bổ nhiệm thủ tướng trái với ý muốn của Nghị viện. Thông qua hoàng đệ là Vương tử Adolphus, Công tước xứ Cambridge, phó vương của Hanover, ông ban cho tiểu vương quốc Đức này một bản hiến pháp tồn tại ngắn ngủi.
Đến khi băng hà William không có bất kì người con hợp pháp nào để kế vị, dù cho ông có tới 8 trên 10 đứa con sống sót với tình nhân Dorothea Jordan, người chung sống với ông hơn 20 năm. Ngai vàng Anh được kế vị bởi cô cháu gái họ của ông, Victoria, trong khi ở Hanover theo đạo luật bán Salic, thì ngôi vua thuộc về người em trai thứ 5, Ernst August I.

## Cuộc sống ban đầu
William chào đời vào rạng sáng ngày 21 tháng 8 năm 1765 tại Buckingham House, là hoàng tử thứ ba của vua vua George III với Vương hậu Charlotte. Trên ông là hai vương huynh, George và Frederick, do đó ông không có nhiều cơ hội bước lên ngai vàng. Ông được rửa tội tại Đại sảnh của Cung điện St James ngày 20 tháng 9 năm 1765. Những người đỡ đầu của ông bao gồm các hoàng thúc, Công tước Gloucester và Hoàng tử Henry (về sau là Công tước Cumberland), và các hoàng cô, Công chúa Augusta, sau đó là nữ công tước thừa kế của Brunswick-Wolfenbüttel.

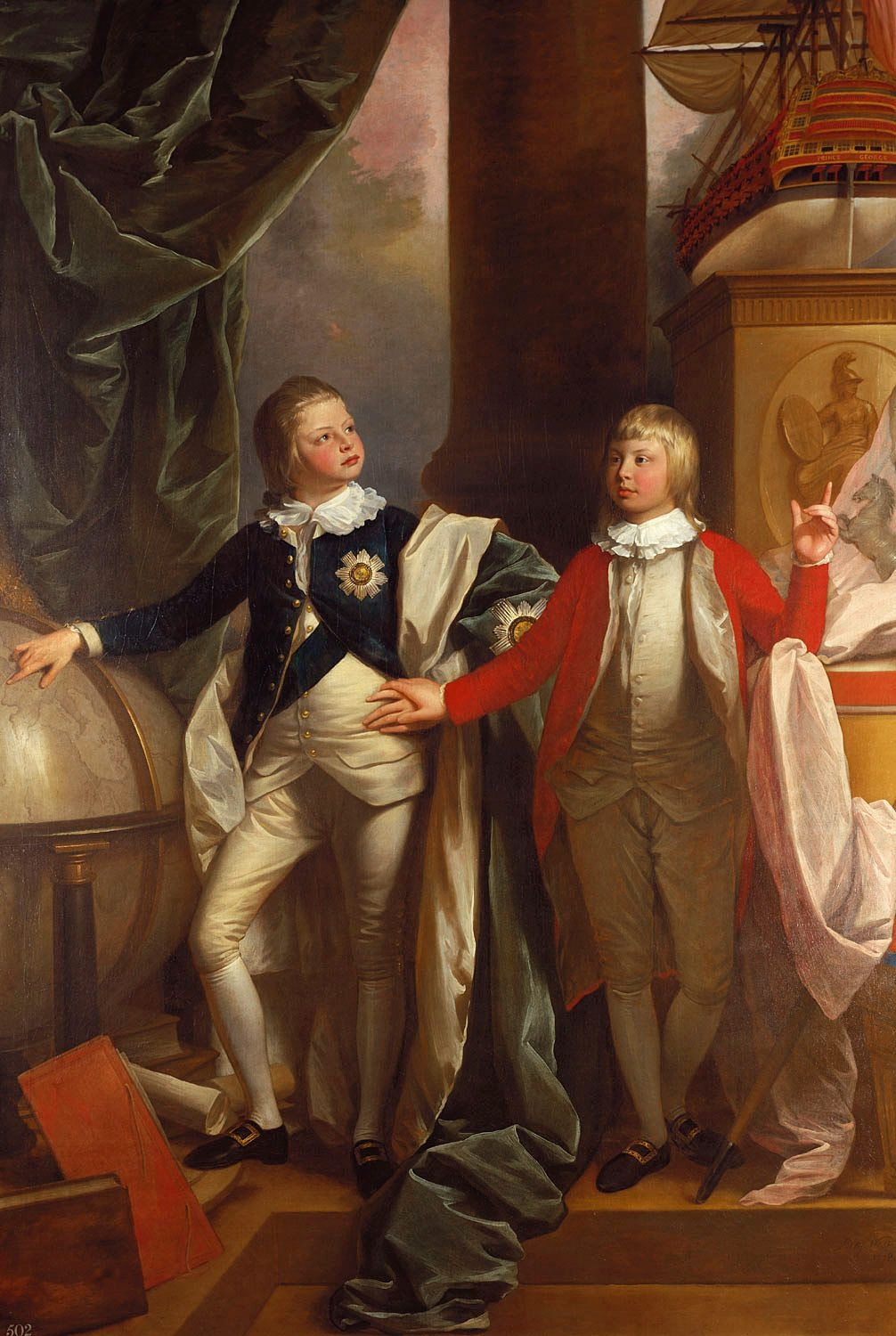
William tuổi 13 (bên trái) và em trai ông Edward, được vẽ bởi Benjamin West, 1778

Phần lớn thời thơ ấu ông sống tại Richmond và Cung điện Kew, nơi ông được giáo dục bởi các gia sư. Năm lên 13, ông tham gia vào Hải quân hoàng gia với cương vị chuẩn úy hải quân, và có mặt tại trận chiến Cape St Vincent năm 1780. Những kinh nghiệm học được khi tham gia hải quân của ông dường như có không nhiều khác biệt so với các chuẩn úy khác, mặc dù có điểm trái ngược với họ là ông thường được đi kèm bởi một người giám hộ. Ông được chia nhiệm vụ nấu ăn và từng bị bắt cùng với một thủy thủ chung tàu sau vụ ẩu đả vì say rượu ở Gibraltar; ông được lập tức thả ra khỏi nhà giam sau khi danh tính của ông được người ta biết tới.
Ông phục vụ tại New York trong thời kì Chiến tranh giành độc lập Bắc Mỹ. Trong khi Williamở Mỹ, George Washington đã phê chuẩn một âm mưu bắt có ông, viết rằng: "Lòng nhiệt tình đến táo bạo rất dễ thấy được trong kế hoạch của anh sẽ gây bất ngờ cho bọn chúng và (anh) sẽ được khen ngợi vì công lao bắt được Hoàng tử William Henry và Đô đốc Digby; và anh sẽ được sự ủy quyền của tôi để thực hiện việc này bằng bất cứ cách nào, và tại bất cứ thời điểm nào, theo sự phán đoán của anh. Tôi thực sự bị thuyết phục hoàn toàn, rằng không cần thiết để cảnh cáo anh chống lại sự xúc phạm hay sỉ nhục đối với bản thân Hoàng tử hay Đô đốc..." Kế hoạch rốt cục không thành công; người Anh biết được thông tin và cử người bí mật bảo vệ William, khi đó ông đang đi bộ vòng quanh New York mà không có ai hộ ống.
Ông được thăng làm trung úy năm 1785 và đại úy của HMS Pegasus và năm sau. Cuối năm 1786, ông đóng quân ở Tây Ấn thuộc quyền quản lý của Horatio Nelson, người viết về William như sau: "Trong sự chuyên nghiệp của anh ta, anh ta đứng trên hai phần ba, tôi chắc chắn, số người trong danh sách hải quân; và trong tư thế trang nghiêm đúng nội quy và sự kính trọng của anh ta đối với sĩ quan cấp trên, tôi hầu như không thể sánh bằng." Hai người là bạn thân của nhau, và cùng ăn tối hầu như hàng đêm. Tại lễ cưới của Nelson, William khăng khăng đòi hộ tống cô dâu. Ông được chỉ huy con tàu khu trục HMS Andromeda năm 1788, và được thăng hậu đô đốc chỉ huy HMS Valiant vào năm sau.
William tìm cách để được trở thành một công tước như hai hoàng huynh của ông, và nhận được một khoản trợ cấp từ Nghị viện tương tự họ, nhưng phụ vương của ông không muốn như vậy. Để gây áp lực, William đe dọa đứng về phía phe đối lập trong Viện Thứ dân trong cuộc bầu cử ở Devon. Lo sợ trước viễn cảnh con trai mình nói xấu mình với những người bỏ phiếu, George III tấn phong ông làm Công tước xứ Clarence và St Andrews và Bá tước Munster ngày 16 tháng 5 năm 1789, nói rằng: "Tôi cũng biết đó là một lá phiếu khác cho phe đối lập." Quan điểm chính trị William thường mâu thuẫn, giống như nhiều chính khách thời điểm đó, có thể không hoàn toàn ủng hộ một đảng duy nhất. Ông công khai liên minh với đảng Whigs cũng như anh trai ong George, Hoàng tử xứ Wales, và Frederick, Công tước York, những người nổi tiếng với sự xung đột về quan điểm chính trị với phụ thân họ.

## Thăng chức và tham chính

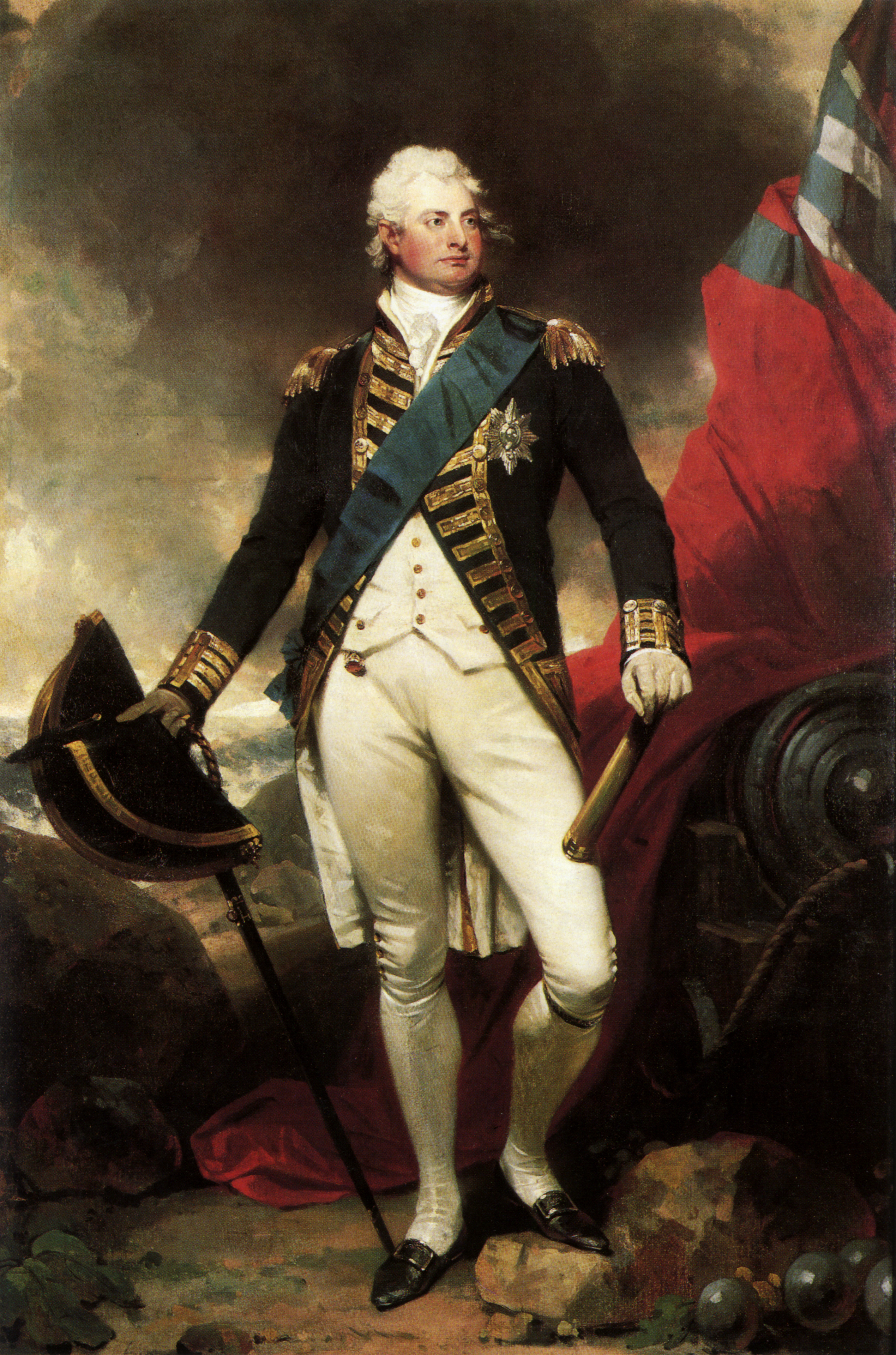
William trong bộ đồng phục, vẽ bởi Sir Martin Archer Shee, c.1800

Vị công tước vừa được phong thôi không hoạt động trong hải quân hoàng gia vào năm 1790. Khi Anh tuyên chiến với Pháp năm 1793, ông mong muốn phục vụ đất nước và chờ đội lệnh nhập ngũ, nhưng không được lên tàu, có lẽ lý do ban đầu là vì ông bị gãy tay sau khi ngã từ cầu thang sau một cơn say rượu, nhưng sau đó là vì ông có một bài phát biểu trước Thượng viện với nội dung phản đối chiến tranh. Năm sau, ông đã nói về lợi ích của cuộc chiến, hi vọng sẽ được tham chiến sau khi thay đổi quan điểm, nhưng điều đó không đến. Đô đốc thậm chí không hồi đáp lại đề nghị của ông. Ông không từ bỏ hi vọng được bổ nhiệm trở lại. Năm 1798 ông được bổ nhiệm là đô đốc, nhưng hoàn toàn chỉ là trên danh nghĩa. Mặc dù liên tục kiến nghị, ông không bao giờ được gọi lại quân ngũ trong suốt thời gian diễn ra Các cuộc chiến tranh của Napoleon. Năm 1811, ông được bổ nhiệm vào một vị trí danh dự là Đô đốc hạm đội. Năm 1813, ông có thể đến gần một cuộc chiến đấu thực sự, khi ông đến úy lạo quân đội Anh đang tham chiến ở Vùng đất thấp. Khi ông đang quan sát cuộc oanh tạc ở Antwerp từ một tháp chuông nhà thờ, một viên đạn đã bắn xuyên qua áo choàng của ông.
Thay vì phục vụ trên biển, ông dành thời gian ở Thượng viện, những bài phát ngôn của ông chống đối việc bãi bỏ chế độ nô lệ, mặc dù chế độ này không tồn tại ở Anh nhưng vẫn còn ở các thuộc địa Anh. Sự tự do sẽ làm những người nô lệ it tốt hơn, ông lập luận. Ông đi nhiều nơi và, trong mắt ông, mức sống của những người tự do ở Cao nguyên và vùng đảo cuủa Scotland tồi tệ hơn so với những người nô lệ ở Tây Ấn. Kinh nghiệm của ông ở Tây Ấn khiến cho ý kiến của ông có trọng lượng, trong các cuộc tranh luận chỉ với một số những đương thời. Một số khác nghĩ rằng "thật sửng sốt khi một người còn quá trẻ, không dưới ảnh hưởng của sở thích, có thái độ đứng đắn trong việc tiếp tục buôn bán nô lệ". Trong bài phát biểu tại Thượng viện, Công tước lăng mạ William Wilberforce, người đứng đầu phe bãi nô, nói: "những người đề xuất bãi bỏ (nô lệ) là cuồng tín hoặc là đạo đức giả, và tôi coi ông Wilberforce là một trong số đó". Với những vấn đề khác, ông thiên về tự do hơn, chẳng hạn như ông ủng hộ việc bãi bỏ các luật hình sự chống lại những người bất đồng với đạo Cơ đốc. Ông cũng chống đối những nỗ lực nhằm cấm không cho người ngoại tình được tái hôn.

## Các mối quan hệ và hôn nhân
Từ 1791 William sống với một tình nhân là nữ diễn viên người Ireland, Dorothea Bland, được biết nhiều hơn với nghệ danh là, Mrs Jordan, cái hiệu "quý bà." được mang từ lúc bà bắt đầu sự nghiệp sân khấu được giải thích là do có một thai nhi trong bụng bà và "Jordan" là bởi vì bà "vượt biển" từ Ireland đến đảo Anh.

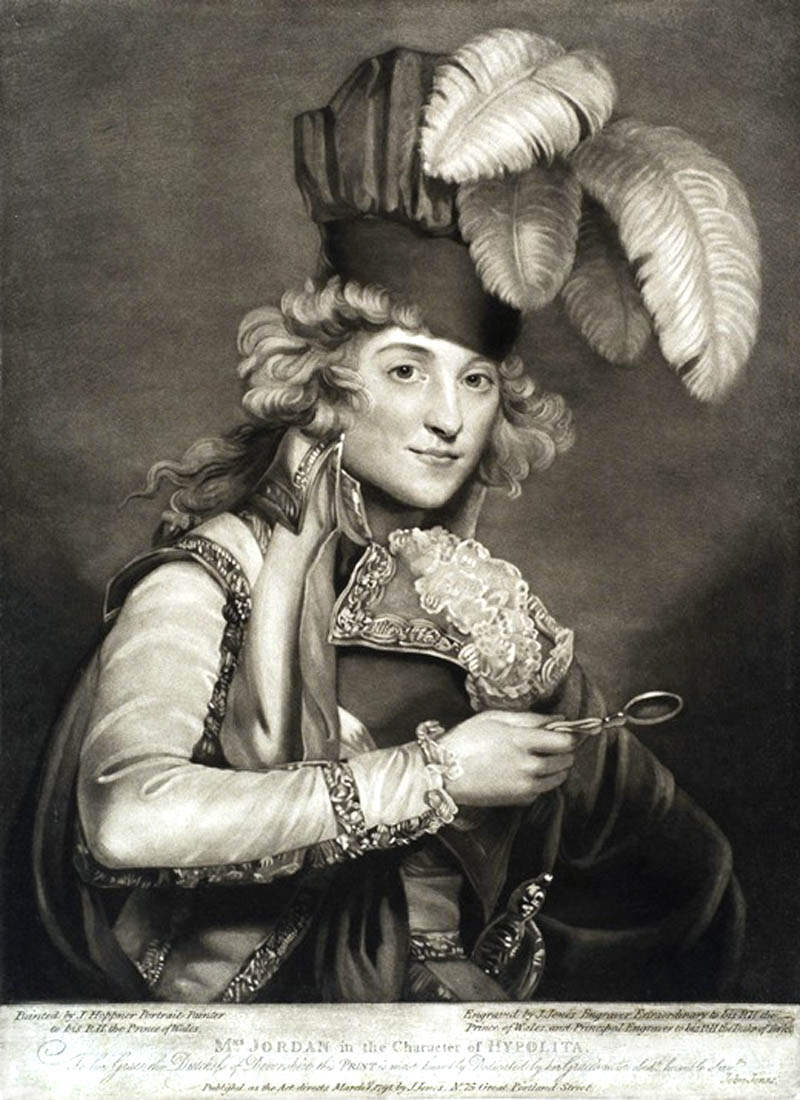
Mrs. Jordan in the Character of Hypolita, chụp lại bởi John Jones của London, 1791, từ bức vẽ của John Hoppner

William là người thuộc thế hệ đầu tiên trưởng thành sau Đạo luật Hôn nhân hoàng gia 1772, theo đó cấm tất cả các con cháu của vua George II kết hôn mà không có sự đồng ý của quốc vương, hoặc nếu họ trên 25 tuổi, thì phải có sự chuẩn y của Hội đồng Cơ mật trong vòng 12 tháng. Nhiều người con trai của George III, bao gồm William, chọn cách chung sống với người phụ nữ mình yêu, chứ không cưới vợ. Có con chính thức không phải là điều William cần nhất, vì ông chỉ là con thứ của George III, không có nhiều cơ hội bước lên ngai vàng, nhất là sau khi Hoàng tử xứ Wales đã kết hôn và có một người con gái, Công chúa Charlotte Augusta, đứng thứ hai trong danh sách kế vị.
William cảm thấy hạnh phúc khi chung sống với bà Jordan, và tâm sự với người bạn: "Mrs. Jordan là một người rất tốt, yêu gia đình và chu đáo với các con. Chắc chắn là cô ấy đôi khi ngớ ngẩn và nóng nảy, nhưng điều đó là chỉ là những thứ có nhiều hay ít trong một gia đình." Cặp đôi này sống tương đối lặng lẽ nhưng khá hạnh phúc, như bà Jordan viết vào cuối năm 1809: "Chúng ta sẽ có một mái ấm đông đủ và vui vẻ vào Giáng sinh này, nó thực sự làm hài lòng ngài Công tước." George III đã chấp nhận mối quan hệ của con trai mình với cô đào hát (mặc dù nhà vua đề xuất ông chia đôi phụ cấp với bà); năm 1797, nhà vua phong William làm Người gác công viên Bushy Park, trong khu đó bao gồm một cản nhà lớn, Bushy House, dành cho William và gia đình đông con của ông. William sử dụng làm nơi cư trú cho đến khi ông trở thành vua. Căn hộ của ông ở London, Clarence House, được dựng lại theo thiết kế của John Nash trong thời gian 1825 - 1827.
Hai người có với nhau mười người con ngoại hôn-5 trai 5 gái-9 người trong số đó được đặt tên giống với các anh chị em ruột của William; và đều mang họ "FitzClarence". Quan hệ của họ kéo dài 20 năm trước khi kết thúc năm 1811. Bà Jordan không hồ nghi gì về lý do chia tay: "Tiền, Tiền, người bạn tốt của tôi, tôi đã và đang tin chắc đã gây cho ông ta, vào lúc này, những điều tệ hại nhất của một người đàn ông," tiếp nữa là, "Với tất cả những phẩm chất tuyệt vời của ông ta, "tính tốt" chỉ quanh quẩn trong nhà, tình yêu dành cho những đứa con đáng yêu của ông, có những gì mà ông ta không phải chịu vào lúc này?" Bà được trao một số tiền là £4,400 (tương đương với £287.900 hiện nay ) mỗi năm và được nuôi các con gái với điều kiện bà không trở lại sân khấu. Khi bà trở lại sân khấu nhằm kiếm tiền trả nợ cho con rể bà từ mối quan hệ trước kia của anh ta, William giành lấy quyền nuôi các con gái và ngừng trả 1,500 bảng (tương đương 94.600 bảng hiện nay) được dành để nuôi dưỡng họ. Sau khi sự nghiệp của Mrs. Jordan bắt đầu thất bại, bà bỏ sang Pháp để trốn nợ, và chết trong cảnh nghèo khó ở gần Paris năm 1816.
Trước khi gặp Mrs. Jordan, William có một đứa con trai ngoại hôn không rõ mẹ là ai; vị công tử này, cũng mang tên William, bị chết đuối ở Madagascar trên con tàu HMS Blenheim tháng 2 năm 1807. Caroline von Linsingen, có cha là một vị tướng ở Hanover, tuyên bố có một người con với William, tên là Heinrich, trong khoảng năm 1790 nhưng William không có ở Hanover vào cái thời điểm mà bà ta tuyên bố và những câu chuyện như vậy bị các sử gia coi là không hợp lý.

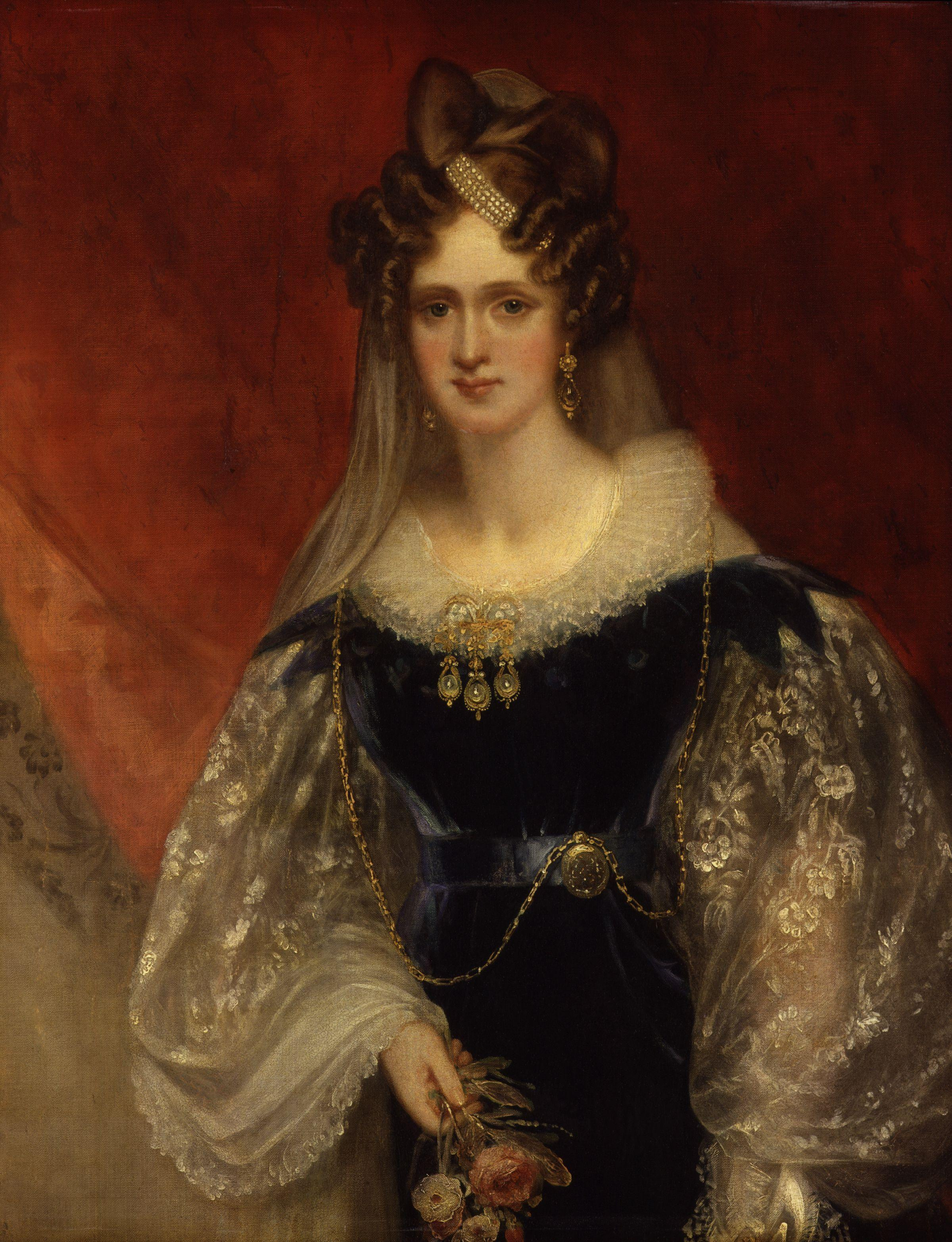
Adelheid xứ Sachsen-Meiningen, tranh của Sir William Beechey, c.1831

Chìm ngập trong nợ nần, William tìm cách kết hôn với một người thừa kế nữ của một nhà giàu, nhưng dự định này bất thành. Sau cái chết của cháu gái William là Công chúa Charlotte xứ Wales, người đứng thứ hai trong danh sách kế vị, năm 1817, nhà vua còn tới 12 người con, nhưng không có một đứa cháu hợp pháp nào. Một cuộc chạy đưa diễn ra giữa các công tước vương thất, họ tranh thủ cưới vợ để có một người thừa kế. William có lợi thế rất lớn trong cuộc đua này vì hai anh của ông đều không có con và mâu thuẫn sâu sắc với vợ họ, cũng là những người đã quá độ tuổi sinh nở, và William có sức khỏe tốt nhất trong ba người. Nếu ông sống đủ lâu, ông gần như chắc chắn sẽ bước lên ngai vàng Anh và Hanover, và người con hợp pháp của ông (nếu được chào đời) sẽ là quốc vương kế tiếp. Sự lựa chọn ban đầu của William gặp phải sự phản đối của huynh trưởng, Hoàng tử xứ Wales, hoặc là ông bị từ chối. Em trai của William Adolphus, Công tước Cambridge, được gửi tới Đức để tìm hiểu một công nương Kháng Cách; ông gặp được Công nương Augusta xứ Hesse-Kassel, nhưng cha bà ta Frederick khước từ cuộc hôn nhân này. Hai tháng sau, Công tước Cambridge tự ý cưới Augusta. Cuối cùng, cũng có một công nương tính tình đáng yêu, gia đình dễ chịu, đã chịu cảm thông với ông, thậm chí chấp nhận 9 người con của William, nhiều người trong số họ chưa đến tuổi trưởng thành. Tại Kew ngày 11 tháng 7 năm 1818, William kết hôn với Công nương Adelheid xứ Sachsen-Meiningen, con gái George I, Công tước Saxe-Meiningen. Khi đó phu nhân mới được 25, chỉ bằng một nửa số tuổi của William.
Cuộc hôn nhân này, kéo dài 20 năm cho đến khi William chết, tương đối hạnh phúc. Adelheid kiểm soát cả William và tài chính của ông. Năm đầu tiên sau khi cưới, hai người sống ở Đức, và nợ của William sớm được trả, đặc biệt là sau khi Nghị viện biểu quyết đồng ý tăng phụ cấp của ông, ông miễn cưỡng chấp nhận điều đó khi đề nghị của ông còn cao hơn nữa (nhưng bị từ chối). Không biết liệu William còn có tình nhân nào khác sau cuộc hôn nhân hay không. Hai vợ chồng có hai người con gái đoản mệnh và Adelheid ba lần sẩy thai. Mặc dù vậy, những tin đồn rằng Adelheid mang thai vẫn kéo dài trong suốt triều William — ông coi chúng là "những thứ chết tiệt".

## Đại Đô đốc

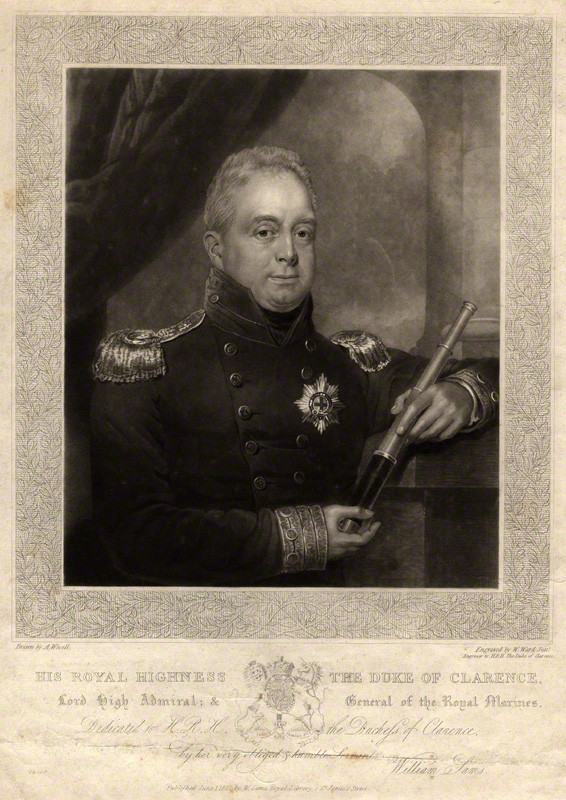
William, khi là Đại đô đốc, in bởi William James Ward, trên nguyên mẫu bức họa của Abraham Wivell, xuất bản lần đầu năm 1827.

Anh trai của William, Hoàng tử xứ Wales, được tấn phong Hoàng tử Nhiếp chính từ năm 1811 sau khi cha của họ, Vua George III, tái phát bệnh tâm thần, Năm 1820, nhà vua băng hà, nhường lại ngôi vị cho Hoàng tử Nhiếp chính, với vương hiệu George IV. William, Công tước xứ Clarence và St Andrews, lúc đó đứng thứ hai trong danh sách kế vị, chỉ sau người anh thứ hai, Frederick, Công tước xứ York. Đã thay đổi nhiều kể từ khi kết hôn, William dành nhiều thời gian tản bộ, ăn uống tương đối giản dị, và thức uống duy nhất ông thường dùng chỉ là nước lúa mạch có chút vị chanh. Cả hai người anh của ông đều suy nhược, và việc ông lên ngôi chỉ còn là vấn đề thời gian. Khi Công tước nhà York qua đời năm 1827, William, khi đó đã hơn 60, trở thành người thừa kế trên danh nghĩa. Cuối năm đó, Thủ tướng vừa nhậm chức, George Canning, bổ nhiệm William vào chức danh Đại đô đốc, vốn là chức danh chung của một tập thể người thay vì một cá nhân duy nhất từ năm 1709. Khi tại chức, Công tước thường xuyên mâu thuẫn với các thành viên hội đồng, cuộc mâu thuẫn thường được dàn xếp bởi các sĩ quan Hải quân. Mọi thứ lên đến đỉnh điểm vào năm 1828 khi với danh nghĩa Đại đô đốc, William giong buồm ra biển cùng một đội tàu chiến, và không để lại lời nhắn nào về nơi họ đến, rồi biệt tăm trong 10 ngày. Nhà vua, thông qua Thủ tướng, bấy giờ là Arthur Wellesley, Công tước Wellington thứ nhất, yêu cầu Công tước Clarence từ chức; ông tuân theo.
Dù cho có những khó khăn đối với vị Công tước giàu kinh nghiệm, ông đã hoàn thành tốt vai trò Đại đô đốc của mình. Ông đã bãi bỏ hình thức tra tấn cửu vĩ tiên (một loại roi 9 đuôi) đối với hầu hết các tội phạm trừ tội khởi loạn, cố gắng cải thiện trình độ của pháo binh hải quân và yêu cầu báo cáo định kì về tình trạng và sự sẵn sàng của các đội tàu. Ông cho phép trang bị những chiếc tàu chiến hơi nước đầu tiên và ủng hộ nó xuất hiện nhiều hơn. Thời gian tại chức cho phép William phạm một vài sai lầm và từ đó rút ra bài học từ chúng - một quá trình có thể tốn kém hơn nhiều nếu như khi trở thành vua mà ông vẫn không biết được rằng ông phải hành động chỉ theo lời khuyên của các ủy viên hội đồng.

William dành phần lớn thời gian còn lại thời kì cai trị của George làm việc ở Thượng viện. Ông ủng hộ Dự luật Giải phóng Công giáo đối lập lại với em trai ông, Ernest Augustus, Công tước Cumberland, có miêu tả rằng lập trường sau cùng của ông đối với dự luật là "tai tiếng", theo sự lăng nhục của Cumberland. Sức khỏe của George IV ngày càng xấu đi; và từ đầu năm 1830 thời gian nhà vua băng chỉ còn được tính bằng ngày. Nhà vua từ giã các huynh đệ vào cuối tháng 5, nói rằng "Ý Chúa đã quyết. Trẫm sẽ rời khỏi dương gian. Tất cả những thứ còn lại là của các ái khanh." Những sự thương cảm thành thật của William dành cho anh trai ông có thể không giấu giếm được sự chờ đợi của ông để sớm được làm vua.

## Cai trị

### Thời kì ban đầu

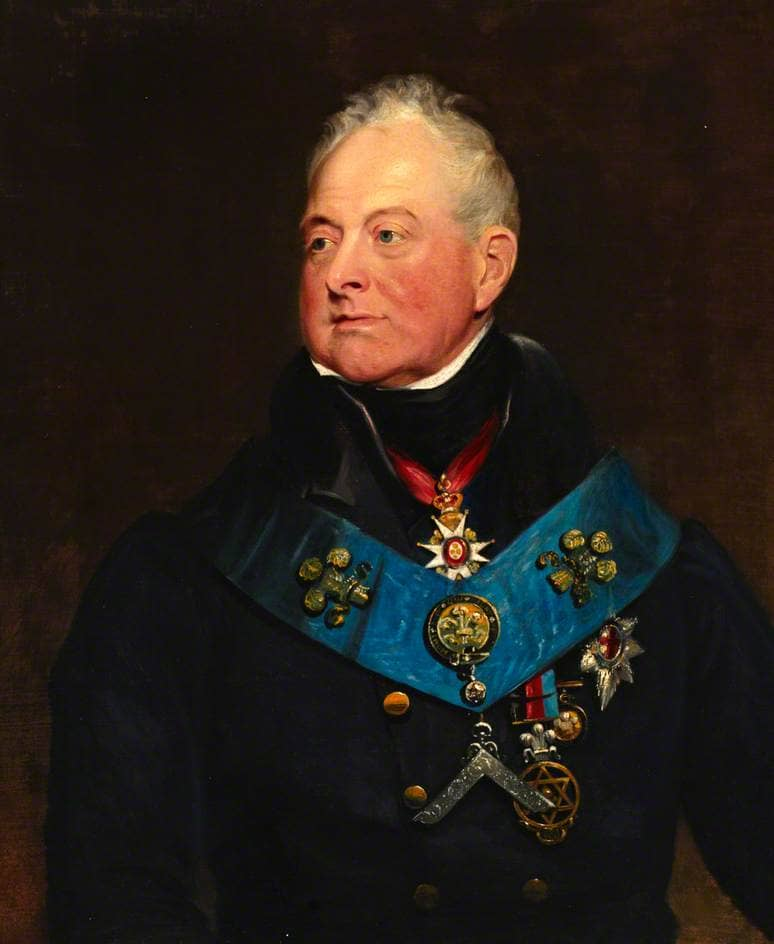
Chân dung bởi James Lonsdale, 1830

Khi vua George IV chết ngày 26 tháng 6 năm 1830 mà không có con nối, Công tước Clarence kế nhiệm ông ta với vương hiệu William IV. Ở tuổi 64, ông là người già nhất trong lịch sử bước lên ngai vàng Anh lúc bấy giờ. Kỷ lục này chỉ bị phá vỡ bởi vua Charles III vào năm 2022 khi ông lên ngôi ở tuổi 73. Không giống như hoàng huynh xa xỉ của mình, William khiêm tốn, không thích phô trương và cầu kì. Trái ngược với George IV, dành phần lớn thời gian ở Lâu đài Windsor, William thường xuyên, đặc biệt là vào những năm đầu của ông, tản bộ, mà không có người đi kèm, quanh London hoặc Brighton. Cho đến khi Cuộc Khủng hoảng cải cách làm suy yếu vị thế của ông, ông rất được lòng thần dân, họ cho rằng ông gần gũi và thực tế hơn vị vua trước.
Nhà vua ngay lập tức chứng tỏ ông là một người lãnh đạo tận tâm. Thủ tướng đầu tiên dưới triều đại của ông, Arthur Wellesley, Công tước Wellington, nói rằng ông làm nhiều công việc với vua William trong nhiều hơn 10 phút so với những việc ông đã từng làm với George trong nhiều ngày. Lord Brougham mô tả ông là một người tuyệt vời, hỏi đủ các câu hỏi để giúp ông hiểu được vấn đề—trong khi George IV ít đặt câu hỏi vì lo sợ sẽ lộ ra sự thiếu hiểu biết của mình còn George III hỏi quá nhiều và sau đó không chờ đợi lời hồi đáp.
Nhà vua cũng làm hết sức để được thần dân yêu mến. Charlotte Williams-Wynn viết ngắn gọn sau khi ông lên ngôi: "Cho đến nay Vương thượng vẫn không cảm thấy mệt mỏi mà cố gắng giành được tình cảm của mọi người, và làm mọi điều tốt đẹp và đáng yêu trong mọi lúc có thể." Emily Eden chú thích: "Ngài thể hiện một sự tiến bộ rất cừ so với những con thú không hề khoan nhượng cuối cùng (chỉ George IV), hắn chết trong tiếng gầm gừ và cảnh tối tăm ảm đạm trong cái hang của hắn tại Windsor. Con người này ít nhất mong muốn làm cho tất cả mọi người được yên vui, và tất cả những thứ ngài làm đều thể hiện tính nhân từ."
William sa thải người đầu bếp đến từ Pháp của hoàng huynh và bọn người Đức, thay thế họ bằng những người Anh được quần chúng tán thành. Ông tặng nhiều bộ sưu tập hội họa của George IV cho nhà nước, và giảm một nửa số ngựa giống của hoàng gia. George IV đã bắt đầu tái tạo Cung điện Buckingham thật sang trọng (và đắt tiền); còn William từ chối cư ngụ ở đó, và hai lần cố gắng biếu tặng cung điện, một lần cho quân đội làm doanh trại, và một lần cho Nghị viện sau khi Tòa nhà Quốc hội bị thiêu rụi vào năm 1834. Những hành vi không chính thức của ông có thể khiến người ta giật mình: Khi ở nơi cư ngụ tại Rạp Hoàng gia ở Brighton, Vua William đã từng gửi cho các khách sạn một danh sách các khách hàng của họ và mời tất cả những người ông đến ăn tối, thuyết phục các vị khách đừng "bận tâm đến trang phục. Vương hậu không có thứ gì thêu hoa sau bữa tối."
Cho đến khi đã là vua, William không quên chín người con ngoại hôn của hôn, tấn phong Hoàng trưởng tử làm Bá tước Munster và ban cho những người con khác các quyền như của con trai (hoặc con gái) của một Hầu tước. Mặc dù vậy, các con ông đòi nhiều hơn thế, những thông tin giật gân từ báo chí tường thuật rằng "hành động trơ trẽn và tham tàn của bọn họ là vô tiền khoáng hậu". Quan hệ giữa William và các hoàng tử "được đánh dấu bởi một loạt sự thiếu văn minh, và cho Thánh thượng ít nhất, những cuộc cãi vả đau đớn "hơn cả tiền bạc và danh dự". Các con gái ông, mặt khác, chứng tỏ họ là những niềm vinh dự cho triều đình, như, "Tất cả họ, bạn biết đấy, xinh đẹp và hoạt bát, và có một phong cách theo cách mà các nàng công chúa thực sự không thể có được."

### Khủng hoảng Cải cách
Lúc đó, cái chết của tiên vương thúc giục một cuộc bầu cử mới và, trong cuộc tuyển cử năm 1830, Đảng Bảo thủ của Wellington đánh mất ưu thế vào tay đảng Whig dưới sự lãnh đạo của Charles Grey, Bá tước Grey thứ hai, dù đảng Bảo thủ vẫn còn giữ được thế đa số. Với sự chia rẽ trong nội bộ Đảng, Wellington bị đánh bại tại Hạ viện vào tháng 11, vào Lãnh chúa Grey thiết lập chính phủ mới. Grey cam kết sẽ cải cách hệ thống bầu cử, vốn ít có sự thay đổi từ thế kỉ XV. Sự bất bình đẳng trong hệ thống này là rất lớn: ví dụ, các thành phố lớn như Manchester và Birmingham không có bầu ra thành viên nào (dù đó là một phần của các hạt cử tri), trong khi những quận nhỏ, được gọi là tuyển khu hủ bại — chẳng hạn như Old Sarum với chỉ bảy cử tri, được bầu mỗi nơi 2 thành viên vào Nghị viện. Thông thường, các tuyển khu hủ bại bị kiểm soát bởi các đại quý tộc, và những ứng viên được chỉ định lúc nào cũng sẽ được bầu cử bởi các cử tri - thông thường các cử tri là là người thuê đất - đặc biệt là khi hình thức bỏ phiếu kín vẫn chưa được áp dụng trong cuộc bầu cử Nghị viện. Do đó các chủ đất kiểm soát phần lớn ghế và thậm chí còn có thể bán ghế và các ứng viên có tiềm lực.

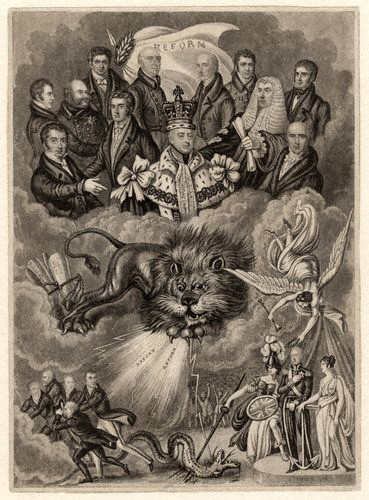
Phim hoạt hình chính trị ủng hộ Đạo luật Cải cách: Vua William ngồi trên những đám mây, bao quanh là các chính trị gia đảng Whig; phía dưới cả nước Anh và sư tử Anh đang đuổi các thành viên Đảng Bảo thủ chạy trốn.

Khi hạ viện bác bỏ Đạo luật thứ nhất năm 1831, chính phủ của Grey thúc giục William giải tán Nghị viện, điều sẽ dẫn đến một cuộc tuyển cử mới. Lúc đầu, William do dự có nên thi hành đặc quyền giải tán Quốc hội của ông hay không, bởi vì cuộc bầu cử mới vừa diễn ra một năm trước và cả nước đang ở trong tình trạng náo động nên việc này có thể dẫn đến bạo lực. Tuy nhiên, ông bị kích động bởi cách cư xử của phe đối lập, đã tuyên bố ý định của họ là đề nghị một đoạn của một bài diễn văn, hay nghị quyết, trong Thượng viện, chống lại sự giải thể. Coi kiến nghị của phe đối lập nhằm mục tiêu tấn công vào đặc quyền của mình, và theo sự thúc giục cấp bách của Lãnh chúa Grey và các bộ trưởng, William IV đã chuẩn bị đích thân đi đến Thượng viện và đình chỉ Quốc hội. Động thái của quốc vương sẽ làm ngưng tất cả các cuộc tranh luận và ngăn chặn bài diễn văn. Lúc đầu khi được bảo rằng con ngựa của ông có thể không sẵn sàng trong thời gian ngắn như vậy, William được cho làm đã bảo, "Thế thì Quả nhân sẽ đi với một chiếc xe ngựa thuê!" Xe ngựa và ngựa đã được chuẩn bị nhanh chóng và William ngay lập tức đi đến Nghị viện. Theo mô tả của The Times về khung cảnh trước khi chuyến đi của William, "Đó là một khung cảnh không thể diễn tả nổi ... Không khí bạo lực và những cử chỉ cao quý ... gây ngạc nhiên cho người chứng kiến, và ảnh hưởng đến những phụ nữ đang có mặt với những báo động có thể thấy được." Lãnh chúa Londonderry vung roi, đe dọa đánh những người ủng hộ Chính phủ, và bị bốn đồng nghiệp của ông ngăn lại. William vội vàng đội vương miện, bước vào đại sảnh, và giải tán Nghị viện. Điều này dẫn đến cuộc bầu cử Hạ viện mới, và chiến thắng lớn dành cho cải cách. Nhưng mặc dù Hạ viện đã rõ ràng là ủng hộ cải cách Quốc hội, Thượng viện vẫn chống lại nó.
Cuộc khủng hoảng chứng kiến một thời gian chuyển tiếp vì sự kiện nhà vua đăng quang ngày 8 tháng 9 năm 1831. Mới đầu, William muốn hoàn toàn bỏ qua buổi lễ đăng quang, cảm thấy việc mình đội vương miện trong lúc tạm ngưng Nghị viện sẽ dễ bị biện bác. Ông đã bị thuyết phục về mặt khác bởi những người theo chủ nghĩa truyền thống. Tuy nhiên, ông từ chối làm lễ đăng quang tốn kém như anh của năm đã từng làm năm 1821 với chi phí £240,000, trong đó £16,000 chỉ dùng để thuê trang sức. Theo hướng dẫn của William, Hội đồng cơ mật chi ít hơn £30,000 cho lễ đăng quang. Khi các nhà Bảo thủ đe dọa sẽ tẩy chay những gì họ gọi là "đất nước Hafl Crown", nhà vua vặn lại rằng họ nên đi trước, và ông tiên đoán "thuận tiện hơn trong căn phóng và ít nóng hơn".
Sự kiện Dự luật Cải cách thứ bai bị bác bỏ bởi Thượng viện vào tháng 10 năm 1831, đã kích động quần chúng ra đường biểu tình trên khắp cả nước; các cuộc biểu tình ngày càng khốc liệt nên bị gọi là "Bạo loạn Cải cách". Đối mặt với sự náo động của quần chúng, chính phủ Grey không chấp nhận thất bại ở Thượng viện, và tái giới thiệu Dự luật, nhưng vẫn phải gặp không ít khó khăn tại Thượng viện. Thất vọng bởi sự ngoan cố của các Lãnh chúa, Grey đề nghị Nhà vua tấn phong một lượng vừa đủ các Thượng nghị sĩ mới để thông qua Dự luật Cải cách. Nhà vua phản đối - dù cho ông có quyền lực để tấn phong một số lượng không giới hạn các Thượng nghị sĩ, ông vừa mới bổ nhiệm 22 người mới trong buổi lễ đăng quang. William rốt cục miễn cưỡng đầu ý bổ nhiệm đủ số thành viên chính phủ yêu cầu để "đảm bảo sự thành công của dự luật". Tuy nhiên, nhà vua, với lý do những khó khăn với sự bành trướng lâu dài của các quý tộc, bảo Grey rằng sự tấn phong phải được hạn chế càng nhiều càng tốt và trong những người con trai trưởng và người thừa kế sản nghiệp của các khanh tướng, do đó lần bổ nhiệm này cuối cùng coi như phong thêm các danh hiệu phụ. Lần này, các lãnh chúa không bác bỏ dự luật ngay lập tức, nhưng bắt đầu chuẩn bị thay đổi các điều khoản cơ bản của nó. Grey và các bộ trưởng của ông quyết định từ chức nếu như nhà vua không đồng ý bổ nhiệm ngay và nhiều Thượng nghị sĩ để toàn bộ dự luật được thông qua. Nhà vua từ chối, và chấp nhận đơn từ nhiệm của họ. Nhà vua tìm cách phục chức cho Công tước Wellington, nhưng Wellington có đủ sự ủng hộ để thành lập chính phủ và sự yêu mến dành cho nhà vua chìm xuống mức thấp. Bùn bị ném vào cỗ xe của ông và ông đã bị huýt (để chê) một cách công khai. Nhà vua đồng ý tái bổ nhiệm chính phủ của Grey, và tấn phong các khanh tướng mới nếu Thượng viện tiếp tục gây khó dễ. Lo ngại trước những sự bổ nhiệm mới sẽ bất lợi cho mình, hầu hết những người phản đối dự luật khi trước đã bỏ phiếu trắng và Dự luật Cải cách 1832 được thông qua. Người ta cho những hành động của William là do sự xúi giục của vợ và các em trai ông, và sự yêu mến của quần chúng dành cho ông không còn nữa.

### Chính sách ngoại giao
William không tin tưởng người ngoại quốc, đặc biệt là bất kì người Pháp nào, mà ông thừa nhận đó là một "thành kiến". Ông cũng cảm thấy rằng nước Anh không nên can thiệp vào nội bộ của các nước khác, dẫn đến sự xung đột của ông với vị Ngoại trưởng chủ trương can thiệp, Lãnh chúa Palmerston. William ủng hộ Bỉ độc lập và, sau khi ứng cử viên đến từ Hà Lan và Pháp không được chấp nhận, ông ủng hộ Hoàng tử Leopold xứ Saxe-Coburg và Gotha, chồng cũ của cháu gái ông, Charlotte, là ứng cử viên mới cho ngai vàng Bỉ vừa mới được lập ra.
Mặc dù ông gặp tiếng xấu và cư xử không khéo và như trò hề, William có thể coi là khôn ngoan có tài ngoại giao. Ông riên đoán rằng tiềm năng của việc xây dựng kênh đào ở Suez sẽ tạo quan hệ tốt đẹp với người Ai Cập là điều cần cho sự tồn tại của Anh quốc. Cuối thời của mình, ông tâng bốc đại sứ Hoa Kỳ trong bữa ăn tối bằng cách tuyên bố rằng ông hối hận vì đã không "được sinh ở nước Mĩ tự do độc lập, đất nước mà ông tôn trọng rất nhiều, nơi đã sinh ra George Washington, con người vĩ đại nhất đã từng sống trên đời". Bằng cách dùng tới sự quyến rũ cá nhân, William giúp đỡ hàn gắn mối quan hệ Anh - Mĩ, vốn bị tổn hại nghiêm trọng dưới thời phụ thân ông.

### Vua của Hanover
William không bao giờ đến thăm Hanover trên tư cách quốc vương. Hoàng đệ, Vương tử Adolphus, Công tước xứ Cambridge, nắm quyền phó vương ở đây trong suốt triều William như ông đã từng làm dưới triều George IV.
Quần chúng ở Đức không hài lòng khi thấy sự áp chế các chính sách của Anh đối với Hanover. Năm 1832, Metternich giới thiệu các đạo luật theo đó kiềm chế các phong trào tự do vừa nhem nhúm ở Đức. Ngoại trưởng Anh là Lãnh chúa Palmerston phản đối, và tìm cách gây ảnh hưởng lên William để ông có được vị trí trong chính phủ Hanover giống như ở Anh. Chính phủ Hanover thay vì đồng ý với Metternich, lại nghiêng về Palmerston, và William từ chối can thiệp. Xung đột giữa William và Palmerston trên khắp Hanover tiếp tục vào năm sau khi Metternich kêu gọi một hội nghị giữa các chính thể khắp Đức quốc, được tổ chức ở Vienna, và Palmerston muốn Hanover từ chối lời mời. Thay vào đó, Phó vương lại chấp thuận, dưới sự ủng hộ của William.
Năm 1833, William ký một bản Hiến pháp mới cho Hanover, trao quyền cho tầng lớp trung lưu, ban quyền lực hạn chế cho các tầng lớp thấp hơn, và tăng thêm vai trò cho Nghị viện Hanover. Hiến pháp bị thu hồi sau cái chết của William bởi vị vua mới, cũng là em trai William, Ernest Augustus.

### Cuối đời

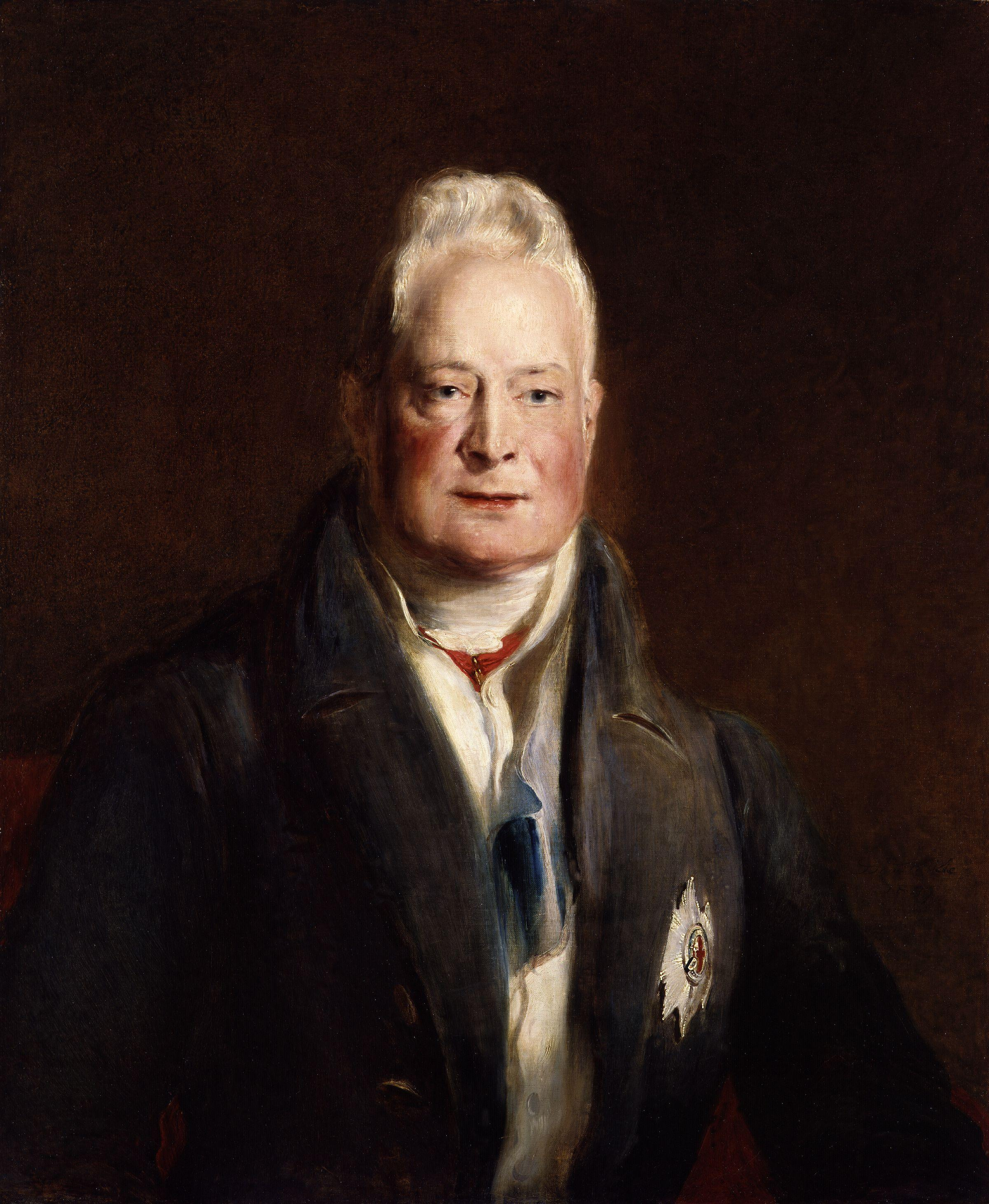
Chân dung vẽ bởi Sir David Wilkie, 1837.

Trong thời gian còn lại của triều đại, William chỉ can thiệp trực tiếp vào chính trị có một lần, năm 1834, khi ông trở thành quân vương Anh cuối cùng (đến hôm nay) chọn một Thủ tướng không theo ý muốn của Nghị viện. Năm 1834, Chính phủ đối mặt với sự phản đối của quần chúng và Lãnh chúa Grey đã nghỉ hưu; Bộ trưởng Nội vụ, William Lamb, Tử tước Melbourne thứ hai, thay thế ông ta. Lãnh chúa Melbourne giữ lại hầu hết các thành viên chính phủ, và các bộ trưởng của ông chiếm đa số tại Hạ viện. Một vài thành viên của Chính phủ, tuy nhiên, rất ghét Nhà vua, và ngày càng nhiều chính trị gia cánh tả có liên quan đến ông. Năm trước Grey đã thúc đẩy việc thông qua một dự luật cải cách Tin Lành đối với Giáo hội Ireland. Giáo hội thu thuế 1/10 trên đất nước Ireland, và nhiều giám mục trở nên giàu có. Tuy nhiên, hầu như không có tới 1/8 người dân Ireland là hội viên của Giáo hội Ireland. Trong một số giáo xứ, không có thành viên nào của Giáo hội Ireland, nhưng ở đó vẫn có một linh mục thu thuế 1/10 thu nhập từ những người Công giáo và Trưởng lão, dẫn đến việc dư dả và các linh mục sống trong cảnh xa hoa nhàn rỗi. Dự luật của Grey giảm một nửa số giám mục, bãi bỏ một số viên chức ngồi không ăn lương và xét lại toàn bộ hệ thống đánh thuế thập phân. Vấn đề tiếp theo là việc chiếm các khoản thu thặng dư của Giáo hội Ireland đã được nêu lên bởi các thành viên cấp tiến trong Chính phủ, bao gồm Lãnh chúa John Russell. Nhà vua đặc biệt ghét Russell, gọi ông là "một đảng viên Cấp tiến nhỏ bé và nguy hiểm."

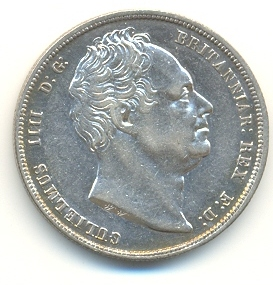
Tiền nửa mặt in hình William IV, 1836. Dòng chữ được in là GULIELMUS IIII D(EI) G(RATIA) BRITANNIAR(UM) REX F(IDEI) D(EFENSOR) (William IV bởi Ân điển của Chúa vua của người Anh, Người Bảo vệ Đức tin

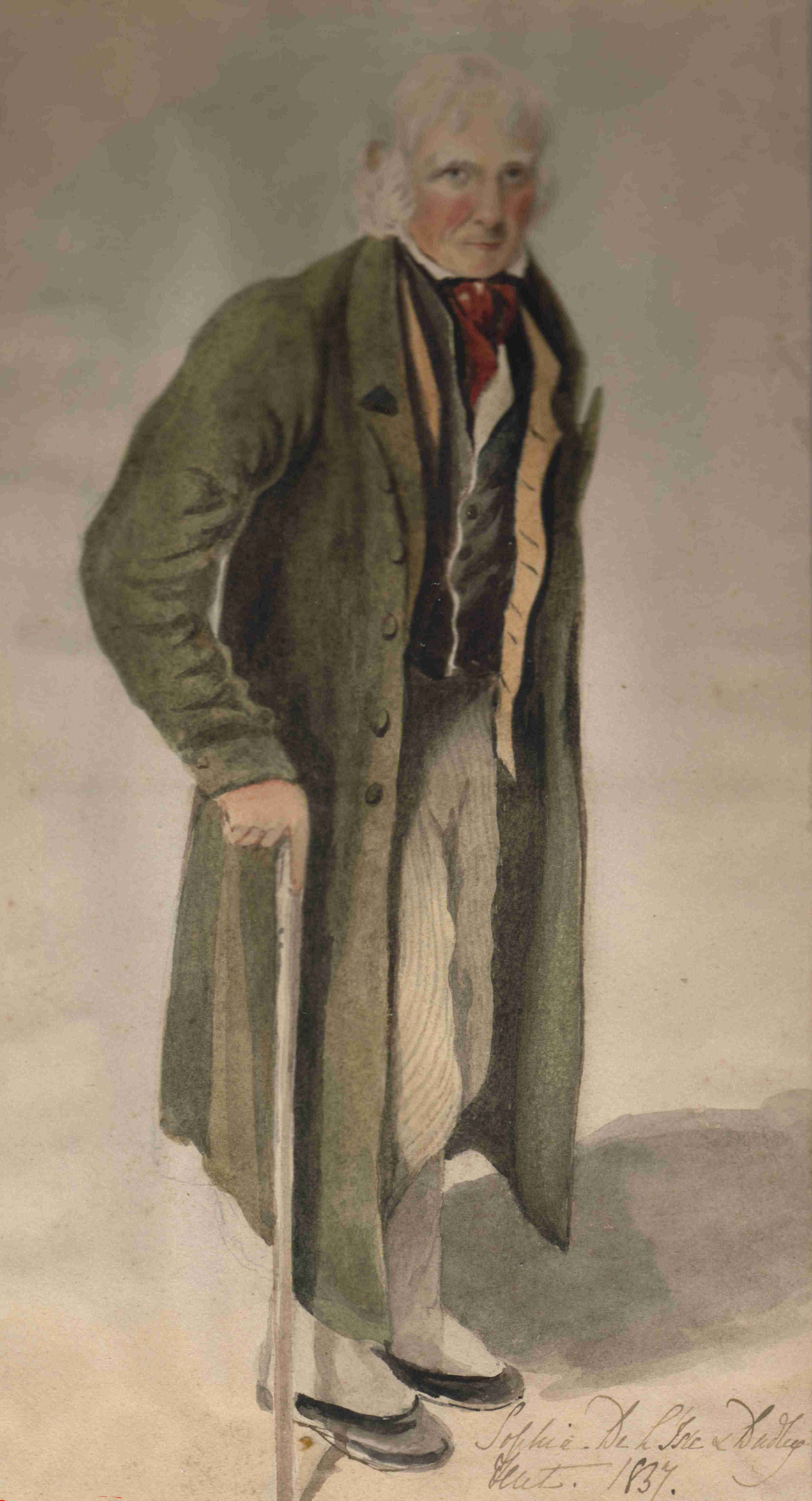
William IV được vẽ bởi con gái ông, Sophia de L'Isle and Dudley đầu năm 1837

Tháng 11 năm 1834, Người Lãnh đạo Hạ viện và Quan Thượng thư Bộ Tài chính, John Charles Spencer, Tử tước Althorp, được thế tục vào hàng khanh tướng, do đó ông ta bị loại khỏi Hạ viện chuyển sang Thượng viện. Melbourne được bổ nhiệm làm lãnh đạo mới của Hạ viện và Đại Pháp quan (người theo phong tục từ lâu, phải có xuất thân từ Hạ viện), nhưng ứng cử viên duy nhất mà Melbourne thấy là phù hợp để thế chỗ Althorp lãnh đạo Hạ viện là Lãnh chúa John Russell, người mà William (và nhiều người khác) thấy là không thể chấp nhận vì quan điểm chính trị cấp tiến của ông ta. William tuyên bố rằng Chính phủ nội các đã suy yếu không phục hồi và dùng việc loại bỏ Lãnh chúa Althorp— người đã tuyên bố rằng ông sẽ không tham gia chính trị nữa khi trở thành khanh tướng— làm cái cớ để sa thải toàn bộ nội các. Với sự ra đi của Lãnh chúa Melbourne, William trao quyền cho thành viên Bảo thủ, Sir Robert Peel. Khi Peel đang ở Ý, Công tước Wellington được tạm thời bổ nhiệm làm Thủ tướng Chính phủ. Khi Peel trở lại và tự mình lãnh đạo nội các, ông cảm thấy không thể chi phối nội các được vì phần lớn thành viên Hạ viện là người đảng Whig. Do đó, Nghị viện bị giải tán, buộc phải có cuộc bầu cử mới. Mặc dù đảng Bảo thủ giành được nhiều ghế hơn cuộc bầu cử trước, họ vẫn chỉ chiếm thiểu số. Peel tại chức vài tháng rồi từ chức sau một loạt thất bại trước Nghị viện. Lãnh chúa Melbourne được phục chức Thủ tướng Chính phủ, giữ chức này trong suốt những năm cuối triều William, và nhà vua bị buộc phải chấp nhận Russell lãnh đạo Hạ viện.
Nhà vua có quan hệ tốt với lãnh chúa Melbourne. Chính phủ của Melbourne đề xuất thêm những ý tưởng về một nền dân chủ quy mô hơn nữa, chẳng hạn như là trao thêm quyền cho Hội đồng Lập pháp Lower Canada, điều gây báo động lớn với nhà vua, ông vốn sợ điều này sẽ dẫn đến việc mất thuộc địa. Lúc đầu, nhà vua kiên quyết phản đối những đề xuất này. William thốt lên với Lãnh chúa Gosford, Tổng thống đốc được bổ nhiệm của Canada: "Tâm trí của khanh đang ở Canada ... tâm trí của trẫm, bọn Lãnh chúa của trẫm, chính phủ không phải chính phủ của trẫm, chúng sẽ được chăm sóc tốt hơn hoặc bởi Chúa, Trẫm sẽ luận tội chúng." Khi con trai của William Augustus FitzClarence hỏi thăm nhà vua liệu ông sẽ đi giải trí trong tuần lễ Ascot, William ủ rũ đáp lại, "Phụ hoàng không có một bữa ăn tối nào mà không mời các đại thần, và trẫm muốn nhìn thấy quỷ hơn là thấy bất cứ ai trong số chúng ở nhà trẫm." Tuy vậy, William chấp nhận cải cách nội các. Mặc dù có nhiều bất đồng với Melbourne, nhà vua đã viết thư chúc mừng nồng nhiệt Thủ tướng khi ông ta giành chiến thắng trong vụ án ngoại tình chống lại ông ta liên quan đến Lady Caroline Norton — ông đã từ chối cho phép Melbourne từ chức khi vụ kiện được đưa ra lần đầu. Nhà vua và Thủ tướng cuối cùng đã tìm thất một mẫu số chung; Melbourne dùng sự khéo léo và kiên quyết khi kêu gọi việc gì; trong khi William nhận ra rằng quan điểm chính trị của quan Tể tướng của ông ít cấp tiến hơn nhiều so với những gì ông lo sợ.
Cả Quốc vuơng và Vuơng hậu đều yêu quý đứa cháu gái, Công chúa Victoria xứ Kent. Nỗ lực của họ để có quan hệ gắn bó với cô bé đã thất bại vì mâu thuẫn giữa quốc vuơng và Công nương xứ Kent, mẹ góa của tiểu công chúa. Quốc vuơng, tức giận với những gì mà ông cho là thiếu tôn trọng mà Công tước phu nhân xứ Kent dành cho vợ ông, nắm lấy cơ hội vào ngày sinh nhật lần cuối của ông vào tháng 8 năm 1836. Phát biểu với tất cả mọi người trong bữa tiệc, bao gồm Bà công tước và Công chúa Victoria, William bày tỏ hi vọng của ông rằng ông muốn sống đến khi Victoria đủ 18 tuổi để Bà công tước không bao giờ được làm Nhiếp chính. Ông nói, "Trẫm tin vào Chúa rằng cuộc sống của trẫm có thể kéo dài hơn 9 tháng nữa ... Sau đó trẫm sẽ hài lòng mà để lại quyền lực Vuơng thất cho một người ở đây, đó là cô gái trẻ kia, người thừa kế chính thức của ngai vàng, và không phải là trong tay một người khác đang ở gần đây nữa, cái người bị bao quanh bởi các cố vấn độc ác và bà ta không đủ năng lực để hành động đúng mực trên cương vị mà bà ta được đặt vào." Bài phát biểu gây sốc với mọi người, Victoria bật khóc, trong khi mẹ cô ngồi im lặng và khó khăn lắm người ta mới thuyết phục được bà không rời khỏi ngay sau bữa ăn tối (hai người trở về vào hôm sau). Cơn giận của William góp phần củng cố cái nhìn của Victoria về ông "một ông lão tốt bụng, dù là lập dị và kì cục". William đã sống qua thời điểm đó, mặc dù căn bệnh đã giết chết ông, vào một tháng sau khi Victoria đủ tuổi. "Ông lão đáng thương!", Victoria viết về cái chết của ông, "Cháu thấy có lỗi với ông ấy; bản thân ông ấy rất tử tế với cháu."
William đã gặp "rất nhiều sửng sốt và xúc động" bởi cái chết của Trưởng nữ, Sophia, Lady de L'Isle và Dudley, khi sinh con vào tháng 4 năm 1837. Một bức tranh phác họa bằng màu nước của chính trưởng nữ lúc cô mang thai vào đầu năm 1837 đã cho thấy sự suy nhược của nhà vua.
William và con trai trưởng của ông, George, Bá tước Munster, đã không nhìn mặt nhau, nhưng William hi vọng rằng bức thư chia buồn từ Munster là dấu hiệu cho sự hòa giải. Hi vọng của ông bất thành và Munster, vẫn nghĩ rằng ông không đưa cho anh ta đủ tiền hay sự bảo trợ, vẫn cay đắng đến cùng.
Vương hậu Adelheid tận tình chăm sóc William vào những ngày cuối, chính bà không đi ngủ trong hơn 10 ngày. William IV băng hà vào nửa đêm đầu buổi sáng ngày 20 tháng 6 năm 1837 tại Lâu đài Windsor, cũng là nơi ông được an táng. Vì ông không có con hợp pháp sống sót, Vương miện của Anh quốc được giao cho Công chúa Victoria xứ Kent, người con gái duy nhất của Edward Augustus, Công tước Kent, Tứ Bối lặc của vua George III. Theo Đạo luật Salic, phụ nữ không được cai trị Hanover, do đó vương miện Hanover được giao cho Ngũ Bối lặc, Ernest Augustus, Công tước Cumberland. Do đó cái chết của William đã chấm dứt luôn liên minh cá nhân Anh và Hanover, tồn tại từ năm 1714. Những người hưởng hoa lợi từ bản chúc thư của ông là tám người con còn sống với Quý bà Mrs. Jordan. Mặc dù William IV không phải là tổ tiên trực hệ của các vị vua Anh sau này, ông cũng có nhiều con cháu nổi tiếng là hậu duệ của những đứa con với bà Jordan, bao gồm đương kim Thủ tướng David Cameron, người dẫn chương trình Adam Hart-Davis, tác gia và chính khách Duff Cooper, và the công tước thứ nhất của Fife, phu quân của cháu gái Victoria của Anh là Louise.

## Di sản

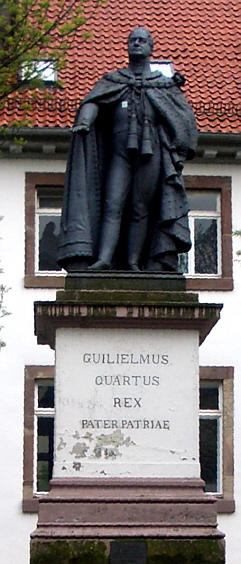
Tượng của William IV ở Göttingen, nước Đức.

Triều đại của William ngắn ngủi, nhưng đầy sự kiện. Sự gia tăng quyền lực của Quốc hội kèm theo đó là sự suy yếu của Thượng viện được đánh dấu bởi Đạo luận Cải cách, và những nỗ lực bất thành của nhà vua nhằm loại bỏ chính phủ của Melbourne cho thấy sự suy giảm thế lực của hoàng quyền cũng như ảnh hưởng của nhà vua đối với người dân. Trong thời George III trị vì, nhà vua còn có thể sa thải chính phủ, bổ nhiệm chính phủ khác, giải tán Nghị viện, và mong đợi người ta sẽ bỏ phiếu ủng hộ chính quyền mới. Một kết quả cụ thể là sự kiện năm 1784 nhà vua sa thai Liên minh Fox-North, và 1807, sau khi sa thải Lãnh chúa Grenville. Nhưng khi William IV sa thải chính phủ Melbourne, đảng Bảo thủ dưới quyền Sir Robert Peel không thể giành chiến thắng trong cuộc bầu cử tiếp theo. Khả năng gây ảnh hưởng đến người dân và chính sách quốc gia của nhà vua đã suy giảm. Không ai trong số những người kế nhiệm William cố gắng loại bỏ chính phủ hoặc đề cử một nhân vật trái với ý muốn của Nghị viện. William hiểu rằng ông là một quân vương lập hiến, và ông đành bất lực không thể chống lại ý định của Nghị viện. Ông nói, "Trẫm có quan điểm của trẫm về mọi thứ, và trẫm nói chúng với chính phủ. Nếu họ không chấp nhận, trẫm không thể giúp được gì. Trẫm đã thực hiện nhiệm vụ của mình."
Dưới triều đại của ông những cải cách lớn đã được Quốc hội ban hành bao gồm Đạo luật Xí nghiệp, cấm lao động trẻ em, Luật Bãi bỏ, giải phóng nô lệ ở các thuộc địa, và Luật Tế bần, tiêu chuẩn hóa sự viện trợ cho những người khốn khổ. Ông là người thường bị chỉ trích bởi các nhà cải cách, họ cảm thấy rằng những cải cách đã không đi đủ xa, và từ những người phản động, thấy rằng những cải cách đó đã đi quá xa. Theo cách giải thích hiện đại là ông đã thất bại, khi không đáp ứng được một trong hai cực chính trị, bằng cách tìm ra sự thỏa hiệp giữa hai phe cực lực chống đối nhau, nhưng đã tự chính minh ông là một quân vương lập hiến có nhiều khả năng hơn mọi người từng nghĩ.

## Huy hiệu, danh hiệu

### Danh hiệu
- 21 tháng 8 năm 1765 – 16 tháng 5 năm 1789: His Royal Highness Hoàng tử William Henry
- 16 tháng 5 năm 1789 – 26 tháng 6 năm 1830: His Royal Highness Công tước xứ Clarence và St Andrews
- 26 tháng 6 năm 1830 – 20 tháng 6 năm 1837: Đức vua Bệ hạ

Danh hiệu chính thức của William trên cương vị vua nước Anh thống nhất là "William đệ tứ, Bởi Ân điển của chúa, của nước Anh thống nhất Liên hiệp Anh và Ireland, Vua, Người Bảo vệ Đức tin". Ông là vị vua đầu tiên của nước Anh thống nhất có tênd William, dù trước đó đã có ba vị vua Anh có tên William và hai ở Scotland.
Danh hiệu của ông ở Hanover là "William đệ Tứ, Bởi Ân điển của chúa, Danh sách quân chủ Anh thống nhất Liên hiệp Anh và Ireland,..., và cũng là Vua của Hanover, Công tước Brunswick và Lüneburg,..."
Danh hiệu ở Anh
- 5 tháng 4 năm 1770: Hiệp sĩ Thistle
- 19 tháng 4 năm 1782: Hiệp sĩ Garter
- 23 tháng 6 năm 1789: Thành viên Hội đồng Cơ mật Vương quốc Anh
- 2 tháng 1 năm 1815: Knight Grand Cross of the Order of the Bath
- 12 tháng 8 năm 1815: Knight Grand Cross of the Royal Guelphic Order
- 26 tháng 4 năm 1827: Royal Fellow of the Royal Society

Danh hiệu nước ngoài
- 24 tháng 4 năm 1814: Hiệp sĩ Holy Spirit của Pháp[116]
- Hiệp sĩ Saint Andrew của Nga[116]
- Hiệp sĩ Black Eagle của Phổ[116]
- 15 tháng 7 năm 1830: Hiệp sĩ Elephant của Đan Mạch[117]

### Huy hiệu
| Huy hiệu từ 1801 tới 1830 trên cương vị Công tước Clarence | Huy hiệu Vua William IV | Huy hiệu Vua William IV (ở Scotland) |

## Con cái
| Tên                                           | Sinh                 | Chết                 | Ghi chú                                                                   |
| --------------------------------------------- | -------------------- | -------------------- | ------------------------------------------------------------------------- |
| Với Dorothea Bland                            |                      |                      |                                                                           |
| George FitzClarence, Bá tước thứ 1 xứ Munster | 29 tháng 1 năm 1794  | 20 tháng 1 năm 1842  | Kết hôn với Mary Wyndham, có con. Tự tử ở tuổi 48.                        |
| Henry FitzClarence                            | 27 tháng 3 năm 1795  | tháng 9 năm 1817     | Chết không kết hôn, tuổi 22.                                              |
| Sophia FitzClarence                           | Tháng 8 1796         | 10 tháng 4 năm 1837  | Kết hôn với Philip Sidney, Nam tước De L'Isle và Dudley thứ 1, và có con. |
| Mary FitzClarence                             | 19 tháng 12 năm 1798 | 13 tháng 7 năm 1864  | Kết hôn với Charles Richard Fox, không có con.                            |
| Frederick FitzClarence                        | 9 tháng 12 năm 1799  | 30 tháng 10 năm 1854 | Kết hôn với Lady Augusta Boyle, một con gái sống sót.                     |
| Elizabeth FitzClarence                        | 17 tháng 1 năm 1801  | 16 tháng 1 năm 1856  | Kết hôn William Hay, Bá tước Erroll thứ 18, có con.                       |
| Adolphus FitzClarence                         | 18 tháng 2 năm 1802  | 17 tháng 5 năm 1856  | Chết không có con.                                                        |
| Augusta FitzClarence                          | 17 tháng 11 năm 1803 | 8 tháng 12 năm 1865  | Kết hôn hai lần, có con.                                                  |
| Augustus FitzClarence                         | 1 tháng 3 năm 1805   | 14 tháng 6 năm 1854  | Kết hôn với Sarah Gordon, có con.                                         |
| Amelia FitzClarence                           | 21 tháng 3 năm 1807  | 2 tháng 7 năm 1858   | Kết hôn với Lucius Cary, Tử tước Falkland thứ 10, có một con trai.        |
| Với Adelheld xứ Sachsen-Meiningen             |                      |                      |                                                                           |
| Charlotte Augusta Louisa xứ Clarence          | 27 tháng 3 năm 1819  | 27 tháng 3 năm 1819  | Chết một vài giờ sau khi được rửa tội, ở in Hanover.                      |
| Con sẩy thai                                  | 5 tháng 9 năm 1819   | 5 tháng 9 năm 1819   | Chết trước khi sinh tại Calais hoặc Dunkirk.                              |
| Elizabeth Georgiana Adelaide xứ Clarence      | 10 tháng 12 năm 1820 | 4 tháng 3 năm 1821   | Sinh và mất ở Cung điện St James.                                         |
| Cặp song sinh nam                             | 8 tháng 4 năm 1822   | 8 tháng 4 năm 1822   | Chết trước khi sinh tại Bushy Park.                                       |

## Tổ tiên
| \| \| \| \| \| \| \| \| \| \| \| \| \| \| \| \| \| \| \| \| 16. George I của Liên hiệp Anh \| \| \| \| \| \| \| \| \| \| \| \| \| \| \| \| \| \| \| \| \| \| \| \| \| \| \| \| \| \| \| \| \| \| \| \| \| \| \| \| \| \| \| \| \| \| \| \| \| \| \| \| \| \| 8. George II của Liên hiệp Anh \| \| \| \| \| \| \| \| \| \| \| \| \| \| \| \| \| \| \| \| \| \| \| \| \| \| \| \| \| \| \| \| \| \| \| \| \| \| \| \| \| \| \| \| \| \| \| \| \| \| \| \| \| \| 17. Sophie Dorothea xứ Celle \| \| \| \| \| \| \| \| \| \| \| \| \| \| \| \| \| \| \| \| \| \| \| \| \| \| \| \| \| \| \| \| \| \| \| \| \| \| \| \| \| \| \| \| \| \| \| \| \| \| \| \| \| \| 4. Frederick, Thân vương xứ Wales \| \| \| \| \| \| \| \| \| \| \| \| \| \| \| \| \| \| \| \| \| \| \| \| \| \| \| \| \| \| \| \| \| \| \| \| \| \| \| \| \| \| \| \| \| \| \| \| \| \| \| \| \| \| 18. Johann Friedrich I xứ Brandenburg-Ansbach \| \| \| \| \| \| \| \| \| \| \| \| \| \| \| \| \| \| \| \| \| \| \| \| \| \| \| \| \| \| \| \| \| \| \| \| \| \| \| \| \| \| \| \| \| \| \| \| \| \| \| \| \| \| 9. Caroline xứ Ansbach \| \| \| \| \| \| \| \| \| \| \| \| \| \| \| \| \| \| \| \| \| \| \| \| \| \| \| \| \| \| \| \| \| \| \| \| \| \| \| \| \| \| \| \| \| \| \| \| \| \| \| \| \| \| 19. Eleonore Erdmuthe xứ Sachsen-Eisenach \| \| \| \| \| \| \| \| \| \| \| \| \| \| \| \| \| \| \| \| \| \| \| \| \| \| \| \| \| \| \| \| \| \| \| \| \| \| \| \| \| \| \| \| \| \| \| \| \| \| \| \| \| \| 2. George III của Liên hiệp Anh và Ireland \| \| \| \| \| \| \| \| \| \| \| \| \| \| \| \| \| \| \| \| \| \| \| \| \| \| \| \| \| \| \| \| \| \| \| \| \| \| \| \| \| \| \| \| \| \| \| \| \| \| \| \| \| \| 20. Friedrich I xứ Sachsen-Gotha-Altenburg \| \| \| \| \| \| \| \| \| \| \| \| \| \| \| \| \| \| \| \| \| \| \| \| \| \| \| \| \| \| \| \| \| \| \| \| \| \| \| \| \| \| \| \| \| \| \| \| \| \| \| \| \| \| 10. Frederick II xứ Sachsen-Gotha-Altenburg \| \| \| \| \| \| \| \| \| \| \| \| \| \| \| \| \| \| \| \| \| \| \| \| \| \| \| \| \| \| \| \| \| \| \| \| \| \| \| \| \| \| \| \| \| \| \| \| \| \| \| \| \| \| 21. Magdalena Sibylle xứ Sachsen-Weissenfels \| \| \| \| \| \| \| \| \| \| \| \| \| \| \| \| \| \| \| \| \| \| \| \| \| \| \| \| \| \| \| \| \| \| \| \| \| \| \| \| \| \| \| \| \| \| \| \| \| \| \| \| \| \| 5. Augusta xứ Sachsen-Gotha-Altenburg \| \| \| \| \| \| \| \| \| \| \| \| \| \| \| \| \| \| \| \| \| \| \| \| \| \| \| \| \| \| \| \| \| \| \| \| \| \| \| \| \| \| \| \| \| \| \| \| \| \| \| \| \| \| 22. Karl I xứ Anhalt-Zerbst \| \| \| \| \| \| \| \| \| \| \| \| \| \| \| \| \| \| \| \| \| \| \| \| \| \| \| \| \| \| \| \| \| \| \| \| \| \| \| \| \| \| \| \| \| \| \| \| \| \| \| \| \| \| 11. Magdalena Augusta xứ Anhalt-Zerbst \| \| \| \| \| \| \| \| \| \| \| \| \| \| \| \| \| \| \| \| \| \| \| \| \| \| \| \| \| \| \| \| \| \| \| \| \| \| \| \| \| \| \| \| \| \| \| \| \| \| \| \| \| \| 23. Sophia xứ Sachsen-Weissenfels \| \| \| \| \| \| \| \| \| \| \| \| \| \| \| \| \| \| \| \| \| \| \| \| \| \| \| \| \| \| \| \| \| \| \| \| \| \| \| \| \| \| \| \| \| \| \| \| \| \| \| \| \| \| 1. William IV của Liên hiệp Anh và Ireland \| \| \| \| \| \| \| \| \| \| \| \| \| \| \| \| \| \| \| \| \| \| \| \| \| \| \| \| \| \| \| \| \| \| \| \| \| \| \| \| \| \| \| \| \| \| \| \| \| \| \| \| \| \| 24. Adolf Friedrich I xứ Mecklenburg-Schwerin \| \| \| \| \| \| \| \| \| \| \| \| \| \| \| \| \| \| \| \| \| \| \| \| \| \| \| \| \| \| \| \| \| \| \| \| \| \| \| \| \| \| \| \| \| \| \| \| \| \| \| \| \| \| 12. Adolf Friedrich II xứ Mecklenburg-Schwerin \| \| \| \| \| \| \| \| \| \| \| \| \| \| \| \| \| \| \| \| \| \| \| \| \| \| \| \| \| \| \| \| \| \| \| \| \| \| \| \| \| \| \| \| \| \| \| \| \| \| \| \| \| \| 25. Maria Katharina xứ Braunschweig-Dannenberg \| \| \| \| \| \| \| \| \| \| \| \| \| \| \| \| \| \| \| \| \| \| \| \| \| \| \| \| \| \| \| \| \| \| \| \| \| \| \| \| \| \| \| \| \| \| \| \| \| \| \| \| \| \| 6. Karl Ludwig Friedrich xứ Mecklenburg \| \| \| \| \| \| \| \| \| \| \| \| \| \| \| \| \| \| \| \| \| \| \| \| \| \| \| \| \| \| \| \| \| \| \| \| \| \| \| \| \| \| \| \| \| \| \| \| \| \| \| \| \| \| 26. Christian Wilhelm I xứ Schwarzburg-Sondershausen \| \| \| \| \| \| \| \| \| \| \| \| \| \| \| \| \| \| \| \| \| \| \| \| \| \| \| \| \| \| \| \| \| \| \| \| \| \| \| \| \| \| \| \| \| \| \| \| \| \| \| \| \| \| 13. Christiane Emilie xứ Schwarzburg-Sondershausen \| \| \| \| \| \| \| \| \| \| \| \| \| \| \| \| \| \| \| \| \| \| \| \| \| \| \| \| \| \| \| \| \| \| \| \| \| \| \| \| \| \| \| \| \| \| \| \| \| \| \| \| \| \| 27. Antoine Sybille xứ Barby-Muhlingen \| \| \| \| \| \| \| \| \| \| \| \| \| \| \| \| \| \| \| \| \| \| \| \| \| \| \| \| \| \| \| \| \| \| \| \| \| \| \| \| \| \| \| \| \| \| \| \| \| \| \| \| \| \| 3. Charlotte xứ Mecklenburg-Strelitz \| \| \| \| \| \| \| \| \| \| \| \| \| \| \| \| \| \| \| \| \| \| \| \| \| \| \| \| \| \| \| \| \| \| \| \| \| \| \| \| \| \| \| \| \| \| \| \| \| \| \| \| \| \| 28. Ernst III xứ Sachsen-Hildburghausen \| \| \| \| \| \| \| \| \| \| \| \| \| \| \| \| \| \| \| \| \| \| \| \| \| \| \| \| \| \| \| \| \| \| \| \| \| \| \| \| \| \| \| \| \| \| \| \| \| \| \| \| \| \| 14. Ernst Friedrich I xứ Sachsen-Hildburghausen \| \| \| \| \| \| \| \| \| \| \| \| \| \| \| \| \| \| \| \| \| \| \| \| \| \| \| \| \| \| \| \| \| \| \| \| \| \| \| \| \| \| \| \| \| \| \| \| \| \| \| \| \| \| 29. Sophie Henriette xứ Waldeck \| \| \| \| \| \| \| \| \| \| \| \| \| \| \| \| \| \| \| \| \| \| \| \| \| \| \| \| \| \| \| \| \| \| \| \| \| \| \| \| \| \| \| \| \| \| \| \| \| \| \| \| \| \| 7. Elizabeth Albertine xứ Sachsen-Hildburghausen \| \| \| \| \| \| \| \| \| \| \| \| \| \| \| \| \| \| \| \| \| \| \| \| \| \| \| \| \| \| \| \| \| \| \| \| \| \| \| \| \| \| \| \| \| \| \| \| \| \| \| \| \| \| 30. Georg Ludwig I xứ Erbach-Erbach \| \| \| \| \| \| \| \| \| \| \| \| \| \| \| \| \| \| \| \| \| \| \| \| \| \| \| \| \| \| \| \| \| \| \| \| \| \| \| \| \| \| \| \| \| \| \| \| \| \| \| \| \| \| 15. Sophia Albertine xứ Erbach-Erbach \| \| \| \| \| \| \| \| \| \| \| \| \| \| \| \| \| \| \| \| \| \| \| \| \| \| \| \| \| \| \| \| \| \| \| \| \| \| \| \| \| \| \| \| \| \| \| \| \| \| \| \| \| \| 31. Amelie Katherine xứ Waldeck-Eisenberg \| \| \| \| \| \| \| \| \| \| \| \| \| \| \| \| \| \| \| \| \| \| \| \| \| \| \| \| \| \| \| \| \| \| \| \| \| \| \| \| \| \| \| \| \| \| \| \| \| \| \| \| |                                                      |  |  |  |  |  |  |  |  |  |  |  |  |  |  |  |
| |                                                      |  |  |  |  |  |  |  |  |  |  |  |  |  |  |  |
| | 16. George I của Liên hiệp Anh                       |  |  |  |  |  |  |  |  |  |  |  |  |  |  |  |
| |                                                      |  |  |  |  |  |  |  |  |  |  |  |  |  |  |  |
| |                                                      |  |  |  |  |  |  |  |  |  |  |  |  |  |  |  |
| | 8. George II của Liên hiệp Anh                       |  |  |  |  |  |  |  |  |  |  |  |  |  |  |  |
| |                                                      |  |  |  |  |  |  |  |  |  |  |  |  |  |  |  |
| |                                                      |  |  |  |  |  |  |  |  |  |  |  |  |  |  |  |
| | 17. Sophie Dorothea xứ Celle                         |  |  |  |  |  |  |  |  |  |  |  |  |  |  |  |
| |                                                      |  |  |  |  |  |  |  |  |  |  |  |  |  |  |  |
| |                                                      |  |  |  |  |  |  |  |  |  |  |  |  |  |  |  |
| | 4. Frederick, Thân vương xứ Wales                    |  |  |  |  |  |  |  |  |  |  |  |  |  |  |  |
| |                                                      |  |  |  |  |  |  |  |  |  |  |  |  |  |  |  |
| |                                                      |  |  |  |  |  |  |  |  |  |  |  |  |  |  |  |
| | 18. Johann Friedrich I xứ Brandenburg-Ansbach        |  |  |  |  |  |  |  |  |  |  |  |  |  |  |  |
| |                                                      |  |  |  |  |  |  |  |  |  |  |  |  |  |  |  |
| |                                                      |  |  |  |  |  |  |  |  |  |  |  |  |  |  |  |
| | 9. Caroline xứ Ansbach                               |  |  |  |  |  |  |  |  |  |  |  |  |  |  |  |
| |                                                      |  |  |  |  |  |  |  |  |  |  |  |  |  |  |  |
| |                                                      |  |  |  |  |  |  |  |  |  |  |  |  |  |  |  |
| | 19. Eleonore Erdmuthe xứ Sachsen-Eisenach            |  |  |  |  |  |  |  |  |  |  |  |  |  |  |  |
| |                                                      |  |  |  |  |  |  |  |  |  |  |  |  |  |  |  |
| |                                                      |  |  |  |  |  |  |  |  |  |  |  |  |  |  |  |
| | 2. George III của Liên hiệp Anh và Ireland           |  |  |  |  |  |  |  |  |  |  |  |  |  |  |  |
| |                                                      |  |  |  |  |  |  |  |  |  |  |  |  |  |  |  |
| |                                                      |  |  |  |  |  |  |  |  |  |  |  |  |  |  |  |
| | 20. Friedrich I xứ Sachsen-Gotha-Altenburg           |  |  |  |  |  |  |  |  |  |  |  |  |  |  |  |
| |                                                      |  |  |  |  |  |  |  |  |  |  |  |  |  |  |  |
| |                                                      |  |  |  |  |  |  |  |  |  |  |  |  |  |  |  |
| | 10. Frederick II xứ Sachsen-Gotha-Altenburg          |  |  |  |  |  |  |  |  |  |  |  |  |  |  |  |
| |                                                      |  |  |  |  |  |  |  |  |  |  |  |  |  |  |  |
| |                                                      |  |  |  |  |  |  |  |  |  |  |  |  |  |  |  |
| | 21. Magdalena Sibylle xứ Sachsen-Weissenfels         |  |  |  |  |  |  |  |  |  |  |  |  |  |  |  |
| |                                                      |  |  |  |  |  |  |  |  |  |  |  |  |  |  |  |
| |                                                      |  |  |  |  |  |  |  |  |  |  |  |  |  |  |  |
| | 5. Augusta xứ Sachsen-Gotha-Altenburg                |  |  |  |  |  |  |  |  |  |  |  |  |  |  |  |
| |                                                      |  |  |  |  |  |  |  |  |  |  |  |  |  |  |  |
| |                                                      |  |  |  |  |  |  |  |  |  |  |  |  |  |  |  |
| | 22. Karl I xứ Anhalt-Zerbst                          |  |  |  |  |  |  |  |  |  |  |  |  |  |  |  |
| |                                                      |  |  |  |  |  |  |  |  |  |  |  |  |  |  |  |
| |                                                      |  |  |  |  |  |  |  |  |  |  |  |  |  |  |  |
| | 11. Magdalena Augusta xứ Anhalt-Zerbst               |  |  |  |  |  |  |  |  |  |  |  |  |  |  |  |
| |                                                      |  |  |  |  |  |  |  |  |  |  |  |  |  |  |  |
| |                                                      |  |  |  |  |  |  |  |  |  |  |  |  |  |  |  |
| | 23. Sophia xứ Sachsen-Weissenfels                    |  |  |  |  |  |  |  |  |  |  |  |  |  |  |  |
| |                                                      |  |  |  |  |  |  |  |  |  |  |  |  |  |  |  |
| |                                                      |  |  |  |  |  |  |  |  |  |  |  |  |  |  |  |
| | 1. William IV của Liên hiệp Anh và Ireland           |  |  |  |  |  |  |  |  |  |  |  |  |  |  |  |
| |                                                      |  |  |  |  |  |  |  |  |  |  |  |  |  |  |  |
| |                                                      |  |  |  |  |  |  |  |  |  |  |  |  |  |  |  |
| | 24. Adolf Friedrich I xứ Mecklenburg-Schwerin        |  |  |  |  |  |  |  |  |  |  |  |  |  |  |  |
| |                                                      |  |  |  |  |  |  |  |  |  |  |  |  |  |  |  |
| |                                                      |  |  |  |  |  |  |  |  |  |  |  |  |  |  |  |
| | 12. Adolf Friedrich II xứ Mecklenburg-Schwerin       |  |  |  |  |  |  |  |  |  |  |  |  |  |  |  |
| |                                                      |  |  |  |  |  |  |  |  |  |  |  |  |  |  |  |
| |                                                      |  |  |  |  |  |  |  |  |  |  |  |  |  |  |  |
| | 25. Maria Katharina xứ Braunschweig-Dannenberg       |  |  |  |  |  |  |  |  |  |  |  |  |  |  |  |
| |                                                      |  |  |  |  |  |  |  |  |  |  |  |  |  |  |  |
| |                                                      |  |  |  |  |  |  |  |  |  |  |  |  |  |  |  |
| | 6. Karl Ludwig Friedrich xứ Mecklenburg              |  |  |  |  |  |  |  |  |  |  |  |  |  |  |  |
| |                                                      |  |  |  |  |  |  |  |  |  |  |  |  |  |  |  |
| |                                                      |  |  |  |  |  |  |  |  |  |  |  |  |  |  |  |
| | 26. Christian Wilhelm I xứ Schwarzburg-Sondershausen |  |  |  |  |  |  |  |  |  |  |  |  |  |  |  |
| |                                                      |  |  |  |  |  |  |  |  |  |  |  |  |  |  |  |
| |                                                      |  |  |  |  |  |  |  |  |  |  |  |  |  |  |  |
| | 13. Christiane Emilie xứ Schwarzburg-Sondershausen   |  |  |  |  |  |  |  |  |  |  |  |  |  |  |  |
| |                                                      |  |  |  |  |  |  |  |  |  |  |  |  |  |  |  |
| |                                                      |  |  |  |  |  |  |  |  |  |  |  |  |  |  |  |
| | 27. Antoine Sybille xứ Barby-Muhlingen               |  |  |  |  |  |  |  |  |  |  |  |  |  |  |  |
| |                                                      |  |  |  |  |  |  |  |  |  |  |  |  |  |  |  |
| |                                                      |  |  |  |  |  |  |  |  |  |  |  |  |  |  |  |
| | 3. Charlotte xứ Mecklenburg-Strelitz                 |  |  |  |  |  |  |  |  |  |  |  |  |  |  |  |
| |                                                      |  |  |  |  |  |  |  |  |  |  |  |  |  |  |  |
| |                                                      |  |  |  |  |  |  |  |  |  |  |  |  |  |  |  |
| | 28. Ernst III xứ Sachsen-Hildburghausen              |  |  |  |  |  |  |  |  |  |  |  |  |  |  |  |
| |                                                      |  |  |  |  |  |  |  |  |  |  |  |  |  |  |  |
| |                                                      |  |  |  |  |  |  |  |  |  |  |  |  |  |  |  |
| | 14. Ernst Friedrich I xứ Sachsen-Hildburghausen      |  |  |  |  |  |  |  |  |  |  |  |  |  |  |  |
| |                                                      |  |  |  |  |  |  |  |  |  |  |  |  |  |  |  |
| |                                                      |  |  |  |  |  |  |  |  |  |  |  |  |  |  |  |
| | 29. Sophie Henriette xứ Waldeck                      |  |  |  |  |  |  |  |  |  |  |  |  |  |  |  |
| |                                                      |  |  |  |  |  |  |  |  |  |  |  |  |  |  |  |
| |                                                      |  |  |  |  |  |  |  |  |  |  |  |  |  |  |  |
| | 7. Elizabeth Albertine xứ Sachsen-Hildburghausen     |  |  |  |  |  |  |  |  |  |  |  |  |  |  |  |
| |                                                      |  |  |  |  |  |  |  |  |  |  |  |  |  |  |  |
| |                                                      |  |  |  |  |  |  |  |  |  |  |  |  |  |  |  |
| | 30. Georg Ludwig I xứ Erbach-Erbach                  |  |  |  |  |  |  |  |  |  |  |  |  |  |  |  |
| |                                                      |  |  |  |  |  |  |  |  |  |  |  |  |  |  |  |
| |                                                      |  |  |  |  |  |  |  |  |  |  |  |  |  |  |  |
| | 15. Sophia Albertine xứ Erbach-Erbach                |  |  |  |  |  |  |  |  |  |  |  |  |  |  |  |
| |                                                      |  |  |  |  |  |  |  |  |  |  |  |  |  |  |  |
| |                                                      |  |  |  |  |  |  |  |  |  |  |  |  |  |  |  |
| | 31. Amelie Katherine xứ Waldeck-Eisenberg            |  |  |  |  |  |  |  |  |  |  |  |  |  |  |  |
| |                                                      |  |  |  |  |  |  |  |  |  |  |  |  |  |  |  |
| |                                                      |  |  |  |  |  |  |  |  |  |  |  |  |  |  |  |